# Мёллер, Аксель
Ди́дрик Ма́гнус А́ксель Мё́ллер (швед. Didrik Magnus Axel Möller, 1830—1896) — шведский астроном.

## Биография
С 1851 года работал ассистентом в астрономической обсерватории в Лунде, получил степень магистра в 1853 году, в 1855 — доцент кафедры практической астрономии в Лундском университете. С 1861 года- экстраординарный профессор, в 1863-95 годах — профессор астрономии в Лундском университете, в 1874-75 и 1891-95 годах — его ректор. Член Королевского физиографического общества в Лунде (1859), Шведской королевской академии наук (1869), Королевского научного общества в Упсале (1876). За свои научные труды удостоен Золотой медали Королевского астрономического общества Великобритании (1881 г.).
Наиболее важным трудом Мёллера был комплексный расчёт возмущений орбиты кометы Фая, с использованием методов, применявшихся Иоганном Энке для расчётов движения кометы Энке. Другая его важная работа посвящена движению астероида Пандора и включает в себя расчёт абсолютных возмущений этого небесного тела, согласно методу Ганзена. Это была первая работа в Швеции, выполненная с использованием метода Ганзена. Публикации Мёллера об этих работах можно найти в изданиях Академии наук, в частности в «Astronomische Nachrichten». В 1867-82 годах он также вёл наблюдения за планетами и кометами в Лундской обсерватории. Организовал строительство нового здания обсерватории, которое было завершено в 1867 году.
Шведская королевская академия наук учредила в его честь медаль в 1906 году.